# 克努兹·伦贝尔
克努兹·伦贝尔（丹麥語：Knud Lundberg，1920年5月14日—2002年8月12日），丹麦男子足球运动员。他曾代表丹麦参加1948年和1952年夏季奥林匹克运动会足球比赛，其中1948年奥运会获得一枚铜牌。